# Meseta de la Barda Negra
Meseta de la Barda Negra är ett platåberg i Argentina.   Det ligger i provinsen Neuquén, i den sydvästra delen av landet, 1 100 km väster om huvudstaden Buenos Aires. Toppen på Meseta de la Barda Negra är 1 212 meter över havet.
Terrängen runt Meseta de la Barda Negra är kuperad åt nordväst, men åt sydost är den platt. Runt Meseta de la Barda Negra är det mycket glesbefolkat, med 7 invånare per kvadratkilometer.. Det finns inga samhällen i närheten.
Omgivningarna runt Meseta de la Barda Negra är i huvudsak ett öppet busklandskap.